# Sophronica bimaculipennis
Sophronica bimaculipennis är en skalbaggsart som först beskrevs av Stefan von Breuning 1955.  Sophronica bimaculipennis ingår i släktet Sophronica och familjen långhorningar.
Artens utbredningsområde är Ghana. Inga underarter finns listade i Catalogue of Life.